# Smrkci (film, 2011)
Smrkci so ameriški fantazijski pustolovski komedijski film iz leta 2011, ki temelji na istoimenski stripovski seriji, ki jo je ustvaril belgijski stripar Peyo. Film je režiral Raja Gosnell po scenariju, ki so ga napisali J. David Stem, David N. Weiss, Jay Scherick in David Ronn ter je prvi akcijski film Sony Pictures Animation in prvi od dveh igranih animiranih celovečernih filmov Smrkci. V filmu igrajo Neil Patrick Harris, Jayma Mays, Sofía Vergara in Hank Azaria, pri tem pa so glasove za smrkce posodili Jonathan Winters, Katy Perry, George Lopez, Anton Yelchin, Fred Armisen in Alan Cumming.
Po petih letih pogajanj je Jordan Kerner leta 2002 pridobil pravice in film je začel razvijati s Paramount Pictures in Nickelodeon Movies, dokler Columbia Pictures in Sony Pictures Animation nista pridobila filmskih pravic leta 2008. S produkcijskim proračunom 110 milijonov dolarjev se je snemanje začelo marca 2010 v New Yorku, končalo pa se je pozneje istega leta. 
Film Smrkci je bil premierno predvajan v Júzcarju 16. junija 2011, v kina pa jih je Columbia Pictures izdala prek Sony Pictures 29. julija. Čeprav je film prejel negativne ocene kritikov, je bil komercialno uspešen, saj je po vsem svetu zaslužil 563,7 milijona dolarjev, s čimer je postal deveti najbolj dobičkonosen film leta 2011. Nadaljevanje Smrkci 2 je izšlo 31. julija 2013.

## Vsebina
V Smrčji vasi se Smrkci pripravljajo na Festival modre lune. Medtem Ata Smrk opazi vizijo, v kateri Klada poseže po zmajevi palici, Gargamel pa ujame Smrkca. Kmalu zatem Klada odide nabirat maline in na koncu popelje Gargamela v vas.  Smrkci pobegnejo in Klada nevede steče proti Prepovedanim slapovom, zato mu Ata, Smrketa, Hrabri, Zmrda in Glavca sledijo. Pojavi se modra luna in ustvari vodni vrtinec, ki Smrkce popelje v New York. Sledita jim Gargamel in njegov hišni maček Azrael.
Smrkci končajo v stanovanju Patricka in Grace Winslow, zakonskega para, ki pričakuje svojega prvega otroka. Ko jim razložijo svojo situacijo, se Patrick in Grace z njimi spoprijateljijo in jim ponudijo zatočišče ter prenočitev. Naslednji dan Smrkci, ko morajo najti zvezdogled, sledijo Patricku v njegovo službo v Anjelou Cosmetics, saj verjamejo, da je vedeževalec. Medtem pa Gargamel iz kosa Smrketinih las proizvede Smrkčevo esenco, ki mu daje čarobne moči. Med iskanjem Smrkcev zatava v Anjelou in navduši Patrickovo šefico Odile, tako da njeni ostareli materi s svojo čarovnijo povrne mladost. Ko izve za Patrickovo povezavo s Smrkci, Gargamel zasleduje Patricka in Smrkce v FAO Schwarz, pri tem pa ukrade sesalnik listja, da bi z njim ujel smrkce, vendar pa povzroči kaos, medtem ko jih poskuša ujeti. Zaradi opustošenja v trgovini in kraje sesalnika, Gargamela aretirajo in zaprejo, vendar mu kmalu uspe pobegniti s pomočjo roja muh.
Zvečer Ata s teleskopom izračuna, kdaj se lahko on in ostali vrnejo domov, vendar mora najprej razviti urok. Naslednji dan Smrkci obiščejo starinarnico, da bi poiskali urokovno knjigo in našli L’Histoire des Schtroumpfs raziskovalca Peya, ki vsebuje urok, ki lahko obarva luno modro. Gargamel jih izsledi v trgovini, kjer najde zmajevo palico in vanjo prenese svojo magijo, da jo uporabi proti Smrkcem. Ata Smrk zaupa urok Glavci in prostovoljno ostane, da ga Gargamel ujame. 
Potem, ko Klada prepriča druge, da rešijo Ata Smrka, Smrkci in Patrick odiddejo na grad Belvedere v Centralnem parku, kjer Gargamel poveča moč svoje palice z Atovo esenco. Glavca uspešno obarva luno modro in odpre portal v njihov svet, od koder prikliče vse Smrkce Smrčje vasi. Medtem, ko se Smrkci spopadejo z Gargamelom, Smrketa in Patrick rešita Ata Smrka ter premagata Azraela. Hrabri uspe odvzeti Gargamelu palico, vendar mu med letom pade iz rok. Klada jo ujame ter z njo odpihne Gargamela stran. Nato se smrkci poslovijo od Patricka in Grace ter se skozi vrtinec vrnejo nazaj v Smrčjo vas. 
V prizoru med koncem filma Patrick in Grace dobita fantka, ki mu data ime Blue, in Smrkci obnovijo svojo vas v slogu New Yorka.

## Vloge
- Neil Patrick Harris – Patrick Winslow
- Jayma Waves – Grace Winslow
- Sofía Margarita Vergara – Odile Anjelou
- Tim Gunn – Henri
- Hank Azaria – Gargamel
- Jonnathan Winters – Ata Smrk
- Katy Perry – Smrketa
- Alan Cumming – Hrabri
- Anton Yelchin – Klada
- Fred Armisen – Glavca
- George Lopez – Zmrda